# Anthony Romaniw
Anthony Romaniw, född 15 september 1991, är en kanadensisk medeldistanslöpare.
Romaniw tävlade för Kanada vid olympiska sommarspelen 2016 i Rio de Janeiro, där han blev utslagen i försöksheatet på 800 meter.

## Personliga rekord
| Utomhus - 400 meter – 48,89 (Hillsdale, 27 april 2012) - 600 meter – 1.21,82 (Guelph, 19 april 2013) - 800 meter – 1.45,60 (Ninove, 27 juli 2013) - 1 500 meter – 3.49,35 (London, Ontario, 25 juni 2010) | Inomhus - 600 meter – 1.18,20 (Edmonton, 9 mars 2013) - 800 meter – 1.49,60 (New York, 27 februari 2011) - 1 000 meter – 2.25,06 (Edmonton, 19 januari 2013) |